# ناصر صدر تبریزی
ناصر صدر تبریزی از سیاستمداران ایرانی بود، که در دوره  شانزدهم به عنوان نماینده تبریز در مجلس شورای ملی حضور داشت.
ناصر صدری از تبار خانواده نایب‌الصدر تبریز و در سال ۱۳۲۸ که رئیس دفتر استانداری آذربایجان شرقی بود، برای شرکت در انتخابات از سمت خود استعفا داد. در انتخابات تبریز که در اواخر مهر ماه برگزار شد، به نمایندگی این حوزه انتخاب شد و به مجلس راه یافت. اینکه او با وجود اصالت تبریزی، بومی آن شهر نبود، شکایت‌هایی نسبت به صحت انتخابات و اعتراض‌هایی به صلاحیتش در ارتباط با شناخته شده بودن در محل به همراه آورد اما سرانجام اعتبارنامه‌اش تأیید شد.